# Arabian Horse
Arabian Horse es el octavo álbum de estudio del grupo islandés de música electrónica GusGus, fue lanzado en 2011. El álbum cuenta con la misma formación que el anterior 24/7: President Bongo, Biggi Veira, Daníel Ágúst Haraldsson, y el regreso de Urður "Earth" Hákonardóttir, también con la colaboración de Högni Egilsson del grupo indie Hjaltalín y Davíð Þór Jónsson. La foto utilizada para la portada es de Wojtek Kwiatkowski.

## Lista de canciones
| N.º | Título                   | Duración |  |
| 1.  | «Selfoss»                | 5:43     |  |
| 2.  | «Be With Me»             | 5:10     |  |
| 3.  | «Deep Inside»            | 4:48     |  |
| 4.  | «Over»                   | 5:54     |  |
| 5.  | «Within You»             | 5:39     |  |
| 6.  | «Arabian Horse»          | 6:04     |  |
| 7.  | «Magnified Love»         | 4:54     |  |
| 8.  | «Changes Come»           | 7:33     |  |
| 9.  | «When Your Lover’s Gone» | 5:24     |  |
| 10. | «Benched»                | 8:20     |  |

## Posiciones de ranking
| Ranking 2011                                 | Posición más alta |
| -------------------------------------------- | ----------------- |
| Belgian Heatseeker Albums (Ultratop Flandes) | 7                 |